# Katići (kulturno-povijesna seoska cjelina)
Kulturno-povijesna seoska cjelina Katići u selu Kozici, Grad Vrgorac, zaštićeno kulturno dobro.

## Opis dobra
Zaselak Katići nalazi se u središnjem dijelu sela Kozice, južno od Kozičkih Poljica. Zaselak se sastoji od stambeno-gospodarskih sklopova, prizemnica, rjeđe katnica, pravokutnog tlorisa s dvostrešnim krovovima koji su četrdesetih godina dvadesetog stoljeća bili pokriveni slamom, a danas uglavnom crijepom. Selo se ističe velikim brojem kuća s balaturama i sačuvanim gumnima. Kuće su građene u tradicionalnom slogu karakterističnom za područje Vrgoračke krajine i svjedoče o načinu gradnje, kao i životu na ovom području dalmatinske unutrašnjosti.

## Zaštita
Pod oznakom Z-4088 zavedena je kao nepokretno kulturno dobro - kulturno-povijesna cjelina, pravna statusa zaštićena kulturnog dobra, klasificirano kao "ruralna cjelina".